# Адам Вілк
Адам Вілк (пол. Adam Wilk, нар. 27 листопада 1997, Краків, Польща) — польський футболіст, воротар клубу «Краковія».

## Ігрова кар'єра

### Клубна
Адам Вілк народився у місті Краків і займатися футболом почав в академії місцевого клубу «Краковія». У лютому 2017 року Вілк вирушив до клубу Третьої ліги «Легіоновія», де зіграв 14 матчів. Після повернення до «Краковії» влітку того року, воротар був внесений в заявку основної команди і дебютував у матчах Екстракласи.
У серпні 2018 року Вілк знову вирушив в оренду. Цього разу це був клуб «Рух» з міста Хожув. Але за пів року оренди Вілк так і не зіграв в команді жодного матчу, після чого повернувся до «Краковії».

### Збірна
У 2018 році Адам Вілк провів одну гру у складі юнацької збірної Польщі (U-20).